# Radziewicze (rejon mostowski)
Radziewicze (biał. Радзявічы; ros. Радевичи) – wieś na Białorusi, w obwodzie grodzieńskim, w rejonie mostowskim, w sielsowiecie Gudziewicze.
W dwudziestoleciu międzywojennym wieś oraz sąsiadujący folwark leżał w Polsce, w województwie białostockim, w powiecie grodzieńskim, w gminie Gudziewicze.
Według Powszechnego Spisu Ludności z 1921 roku:
- wieś zamieszkiwały 82 osoby, 9 było wyznania rzymskokatolickiego, 68 prawosławnego, a 5 mojżeszowego. Jednocześnie 13  mieszkańców zadeklarowało polską przynależność narodową, a 69 białoruską. Było tu 12 budynków mieszkalnych.
- folwark zamieszkiwało w jednym budynku 9 osób, wszystkie były wyznania prawosławnego i narodowości białoruskiej[3].

Miejscowość wraz z folwarkiem należała do parafii rzymskokatolickiej w Ejsymontach Wielkich i parafii prawosławnej w Gudziewiczach.
Podlegała pod Sąd Grodzki w Indurze i Okręgowy w Grodnie; właściwy urząd pocztowy mieścił się w Gudziewiczach.